# Ostiano (CR)
Ostiano é uma comuna italiana da região da Lombardia, província de Cremona, com cerca de 3.016 habitantes. Estende-se por uma área de 19 km², tendo uma densidade populacional de 159 hab/km². Faz fronteira com Gabbioneta-Binanuova, Gambara (BS), Pessina Cremonese, Pralboino (BS), Seniga (BS), Volongo.

## Demografia
| Variação demográfica do município entre 1861 e 2011                               |
|                                                                                   |
| Fonte: Istituto Nazionale di Statistica (ISTAT) - Elaboração gráfica da Wikipedia |